# Edin Bavčić
Edin Bavčić (Foča, 5 giugno 1984) è un ex cestista bosniaco.

## Carriera
È stato selezionato dai Toronto Raptors al secondo giro del Draft NBA 2006 (56ª scelta assoluta).
Il 3 agosto del 2010 l'Enel Brindisi ufficializza il suo ingaggio. Nel prosieguo della stagione, si trasferisce prima in Ucraina al Khimik Yuzhny e poi in Grecia all'Aris Salonicco. Il 14 agosto 2011 firma per la Vanoli Braga Cremona. Dal 17 aprile 2012, fino al termine della stagione, è aggregato alla Bennet Cantù.
Con la Bosnia ed Erzegovina ha disputato quattro edizioni dei Campionati europei (2005, 2011, 2013, 2015)

## Palmarès
- Coppa di Bosnia ed Erzegovina: 1

Bosna: 2005
- Campionato bosniaco: 2

Bosna: 2004-05, 2005-06
- Coppa di Slovenia: 1

Union Olimpija: 2010
- Supercoppa di Slovenia (2010)
- Match des Champions: 1

Limoges CSP: 2012
- Lega Balcanica: 1

Pristina: 2014-15